# Corrie Gardner
Corrie Gardner, född 12 mars 1879, död 6 augusti 1960, var en australisk friidrottare. Han deltog vid olympiska sommarspelen 1904.